# Crotonòidies
Les crotonòidies (Crotonoideae) són una subfamília de la família Euforbiàcia, una família de plantes que es caracteritza per la presència de laticífers i grans de pol·len amb exina am patró de crotó. La subfamília conté 173 gèneres repartits en tretze tribus. Junts, les tribus dels Crotoneai, Jatropheaei i Manihoteae ja compten amb unes mil espècies diferents.

## Tribus
- Adenoclineae
- Aleuritideae
- Codiaeae
- Crotoneae
- Elateriospermeae
- Gelonieae
- Jatropheae
- Manihoteae
- Micrandreae
- Ricinocarpeae
- Ricinodendreae
- Trigonostemoneae